# 5 Dòng Kẻ
5 Dòng Kẻ là một nhóm nhạc nữ đến từ Hà Nội, Việt Nam, được xem như nhóm nhạc nữ có sức sống bền bỉ nhất trong lịch sử âm nhạc Việt Nam. 5 Dòng Kẻ còn được đánh giá là đại diện xuất sắc nhất và hiếm hoi của World Music Việt khi đã thổi được hồn cốt dân tộc vào Âm nhạc. Từ khi ra đời đến nay, nhóm đã giành được nhiều giải thưởng Âm nhạc lớn cũng như những đề cử uy tín như Giải Cống Hiến, Ngôi Sao Bạch Kim, Album Vàng... và được đánh giá cao cho nỗ lực cống hiến nghệ thuật của họ.

## Danh sách đĩa nhạc

#### Album phòng thu
- Em (2003)

- Tự tình ca (2005)

- Cánh mặt trời (2007)

- Yêu (2013)

#### Album tuyển tập
- Một thập kỷ ca hát (2010)